# Толстой, Мстислав Николаевич
Граф Мстислав Николаевич Толстой (8 (20) октября 1880 — 19 декабря 1949) — российский государственный деятель; агроном, надворный советник (1915).
Петроградский вице-губернатор, старший брат писателя Алексея Николаевича Толстого.

## Биография
Родился в семье графа Николая Александровича Толстого (1849—1900) и его жены Александры Леонтьевны (1854—1906), урождённой Тургеневой, писательницы, дочери самарского помещика Л. Б. Тургенева, двоюродной внучатой племянницы декабриста Николая Тургенева.
После развода родителей вместе с сестрой и братом остался с отцом. Воспитывался в Москве в доме бабушки, матери отца, графини Александры Васильевны Толстой (рожденной Устиновой). В 8 лет поступил в приготовительный класс Поливановской гимназии. Два года спустя перешёл в 1-й Московский кадетский корпус. Через два года после случайной гибели при катании с горы друга, Б. Маркова, перешёл в морской кадетский корпус. Но вскоре после смерти отца в 1900 году бросил морской кадетский корпус и поступил в Рижский политехникум. Член русской студенческой корпорации Fraternitas Arctica.
Окончил агрономическое отделение Рижского политехнического института. Был предводителем дворянства Бугурусланского и Самарского уездов (с 1911 года), служил почётным мировым судьёй, членом многих попечительских советов благотворительных обществ и учреждений Самары. Например, входил в состав гоночной комиссии при соревновании самарских яхтсменов.
В 1915 году сменил старшего брата на должности Петроградского вице-губернатора. Заместитель уполномоченного по продовольствию в Петрограде в 1917 году.
При приходе красных в Крым «на время» уехал за границу. Через Константинополь, а затем Грецию оказался в эмиграции во Францию. Жена, Анна Александровна, оставшаяся с детьми в России, вынужденно выслала ему письмо с согласием на развод.
Вторично женился во Франции, овдовел в 1943 году, оставшись с двумя малолетними детьми на руках. Владел куриной фермой под Парижем («С Мстиславом Толстым я встречался на юге Франции у своих знакомых Каминка, они были соседями по фермам недалеко от города Монтобана», пишет Роман Гуль), но, разорившись, переехал в Белград. Скончался в послевоенной Франции.
Автор мемуаров «О тленности страстей». После смерти отца Ольга Мстиславовна Толстая привезла в Самару рукописные воспоминания отца и передала их в музей дяди — Алексея Николаевича Толстого.
Проведённый в 2024 году генетический анализ, сравнивший ДНК потомков его брата Алексея Николаевича Толстого с ДНК потомков его старшего брата Мстислава показал, что Алексей Николаевич действительно был Толстым, а не сыном Бострома.

## Семья
- Первая жена — Анна Александровна Толстая (Брянчанинова), приёмная дочь Александра Семёновича Брянчанинова и Софьи Борисовны (в девичестве Обуховой)[10]
  - Сын — Николай Мстиславович Толстой (29.10.1904—1942)[11].
  - Дочь — Софья Мстиславовна Толстая (1907—после 2004)[11].
- Вторая жена — Мария Владимировна, урождённая баронесса фон Вальден (1895—6.03.1943), в браке двое детей[11].
  - Сын — Александр Мстиславович Толстой (1932 г. р.)[11].
  - Дочь — Ольга Мстиславовна Толстая (1934 г. р.)[11].
- Сестра — Елизавета (Лиля; 1874—1940-е гг.) — в 1-м браке Рахманинова, во 2-м браке Конасевич; в 1898 г. опубликовала роман «Лида»; после революции жила в Белграде.
- Сестра — Прасковья (1876—1881), скончалась ребёнком.
- Брат — Александр (1878—1919), санкт-петербургский вице-губернатор и виленский губернатор, женат на Екатерине Александровне, урождённой Языковой[12].
- Брат — Алексей (1882—1945), писатель.

## Награды
На 1915 год:
- Знак «За труды по землеустройству»
- Знак «В память 300-летия царствования дома Романовых»
- Медаль "В память 300-летия царствования дома Романовых"

### Архивы
- ЦГИА СПб. Фонд 254. Опись 1. Дело 17904 (даты: 01.02.1916-02.1917)[13]
- РГА ВМФ. Фонд 432, Опись 5, Ед. Хр.9367[14]